# Kamenná Horka
Kamenná Horka település Csehországban, a Svitavyi járásban. Kamenná Horka Svitavy, Sklené, Hradec nad Svitavou, Moravská Třebová és Koclířov településekkel határos. Lakosainak száma 355 fő (2024. január 1.).

## Népesség
A település lakosságának változását az alábbi diagram mutatja:
| Lakosok száma | 1194 | 1174 | 1065 | 496  | 332  | 298  | 295  | 320  | 320  | 355  |
|               | 1869 | 1890 | 1921 | 1950 | 1980 | 2001 | 2017 | 2019 | 2022 | 2024 |